# Смалвос
Смалвос (лит. Smalvos) — деревня в Литве, близ озера Смалвос. Входит в состав Турмантского староства Зарасайского районного самоуправления Утенского уезда. Население на 2011 год составляет 173 человека.

## История

### Великое Княжество Литовское
Первое письменное упоминание о Смолвах относится к 1580 году, когда они входили в состав Браславского уезда Виленского воеводства и принадлежали Клябовским.
В 1600 году Смолвы перешли к Подбереским, позже к Гинтовтам и Барташевичам.

### Под властью Российской империи
В результате третьего раздела Речи Посполитой в 1795 году Смолвы вошли в состав Российской империи, в Новоалександровский уезд Ковенской губернии.
Во время Первой мировой войны в 1915 году Смолвы были оккупированы войсками Германской империи.

### Новейшее время
25 марта 1918 года согласно Третьей Конституционной грамоте Смолва была объявлена частью Белорусской Народной Республики. 1 января 1919 года в соответствии с постановлением I съезда Коммунистической партии Белоруссии они вошли в состав Белорусской ССР. В 1920 году Смолвы вошли в состав Центральной Литвы, в 1922 году — в состав межвоенной Польской республики.
С началом Второй мировой войны в сентябре 1939 года власти СССР передали Смолвы Литве.

## Население
- ~1889 г. — 175 чел.[1]
- 2011 г. — 173 чел.

## Достопримечательности
- Церковь Матери Божией Руженцовой (1857 г.)

## Известные люди
В деревне похоронены Герои Советского Союза Михаил Агателович Арутюнов (1898—1944), Андрей Пилипович Луцевич (1919—1944), Николай Андреевич Рыженков (1925—1944).